# RTCN Trzeciewiec
RTCN Trzeciewiec – Radiowo-Telewizyjne Centrum Nadawcze w Trzeciewcu, maszt o wysokości 320 metrów, zbudowany w 1962 r.
Główny obiekt nadawczy dla woj. kujawsko-pomorskiego, którego zasięg w każdym kierunku sięga 80–120 km, wykraczając poza granice województwa.

## Historia
Ośrodek powstał w kontekście starań mieszkańców województwa bydgoskiego o powołanie telewizyjnego ośrodka nadawczego. W 1957 r. powstał Społeczny Komitet Budowy Pomorskiego Ośrodka Telewizyjnego w Bydgoszczy, a w 1958 r. Centralny Zarząd Radiostacji i Telewizji w Warszawie zatwierdził koncepcję lokalizacji ośrodka telewizyjnego 20 km od Bydgoszczy, w pobliżu wsi Trzeciewiec. Budynek stacji nadawczej oddano do użytku w 1960 r., a wszystkie prace, łącznie z budową masztu i instalacją aparatury nadawczej czeskiej firmy Tesla ukończono w styczniu 1962 r. Uroczyste przecięcie wstęgi, którego dokonał wicepremier rządu Eugeniusz Szyr odbyło się 22 stycznia 1962 r. Nadawanie na kanale pierwszym programu telewizyjnego stacja rozpoczęła 22 stycznia 1962 r. o godzinie 17:25. W roku 1963 ośrodek jako pierwszy w kraju otrzymał dwa nadajniki ultrakrótkofalowe do transmisji programu II i III Polskiego Radia i z tej okazji zmienił nazwę na Radiowo–Telewizyjne Centrum Nadawcze. 10 lipca 1973 r. ośrodek rozpoczął emisję TVP2 w kolorze. W 2011 roku doszło do tragedii, podczas prac montażowych  zginął pracownik, który spadł z wierzchołka masztu. 20 maja 2013 roku wyłączono nadawanie kanałów analogowych, jednocześnie uruchamiając MUX 3 naziemnej telewizji cyfrowej.

## Parametry[4]
- Wysokość posadowienia podpory anteny: 96 m n.p.m.
- Wysokość zawieszenia systemów antenowych: Radio: 265, TV: 190, 307 m n.p.t.

## Nadawane programy

### Programy radiowe
| LP | Program                   | Właściciel                                                                              | Częstotliwość | Moc nadawania | Polaryzacja |
| -- | ------------------------- | --------------------------------------------------------------------------------------- | ------------- | ------------- | ----------- |
| 1  | RMF FM                    | Radio Muzyka Fakty Sp. z o.o.                                                           | 93,30 MHz     | 120 kW        | pozioma     |
| 2  | Radio Zet                 | Radio ZET Sp. z o.o.                                                                    | 95,60 MHz     | 120 kW        | pozioma     |
| 3  | Polskie Radio Program II  | Polskie Radio S.A.                                                                      | 97,60 MHz     | 120 kW        | pozioma     |
| 4  | Radio PiK                 | Polskie Radio – Regionalna Rozgłośnia w Bydgoszczy "Polskie Radio Pomorza i Kujaw" S.A. | 100,10 MHz    | 120 kW        | pozioma     |
| 5  | Polskie Radio Program III | Polskie Radio S.A.                                                                      | 102,10 MHz    | 120 kW        | pozioma     |
| 6  | Polskie Radio Program I   | Polskie Radio S.A.                                                                      | 106,60 MHz    | 60 kW         | pozioma     |

### Programy telewizyjne - cyfrowe
| Nazwa multipleksu | Częstotliwość (MHz) | Kanał | Moc (kW) | Polaryzacja | Charakterystyka promieniowania | Standard nadawania | Kompresja | Data uruchomienia nadajnika |
| ----------------- | ------------------- | ----- | -------- | ----------- | ------------------------------ | ------------------ | --------- | --------------------------- |
| MUX 1             | 546 MHz             | 30    | 100 kW   | pozioma (H) | dookólna (ND)                  | DVB-T2             | HEVC      | 10 maja 2012                |
| MUX 2             | 562 MHz             | 32    | 100 kW   | pozioma (H) | dookólna (ND)                  | DVB-T2             | HEVC      | 26 sierpnia 2011            |
| MUX 3 (Bydgoszcz) | 594 MHz             | 36    | 130 kW   | pozioma (H) | dookólna (ND)                  | DVB-T2             | HEVC      | 20 maja 2013                |
| MUX 4             | 578 MHz             | 34    | 100 kW   | pozioma (H) | dookólna (ND)                  | DVB-T2             | HEVC      | 30 czerwca 2021             |
| MUX 6             | 634 MHz             | 41    | 100 kW   | pozioma (H) | dookólna (ND)                  | DVB-T2             | HEVC      | 28 kwietnia 2021            |
| MUX 8             | 198,5 MHz           | 8     | 20 kW    | pozioma (H) | kierunkowa (D)                 | DVB-T              | MPEG-4    | 23 grudnia 2016             |

Stan na 2022-04-25. Przełączenie na standard DVB-T2 nastąpiło dnia 2022-04-25. Emisję multipleksu testowego TVN HD DVB-T2/HEVC zakończono dnia 2021-12-22.

## Nienadawane analogowe programy telewizyjne
W związku z wdrażaniem NTC, 20 maja 2013 roku wyłączono nadawanie kanałów analogowych.
| LP | Program                | Właściciel            | Częstotliwość | Numer kanału | Moc nadawania | Polaryzacja |
| -- | ---------------------- | --------------------- | ------------- | ------------ | ------------- | ----------- |
| 1  | TVN                    | TVN S.A.              | 471,25 MHz    | 21           | 20 kW         | pozioma     |
| 2  | TVP Info/TVP Bydgoszcz | Telewizja Polska S.A. | 527,25 MHz    | 28           | 138 kW        | pozioma     |
| 3  | TVP2                   | Telewizja Polska S.A. | 591,25 MHz    | 36           | 650 kW        | pozioma     |
| 4  | TVP1                   | Telewizja Polska S.A. | 631,25 MHz    | 41           | 650 kW        | pozioma     |
| 5  | Polsat                 | Telewizja Polsat S.A. | 727,25 MHz    | 53           | 650 kW        | pozioma     |